# Alkamenész

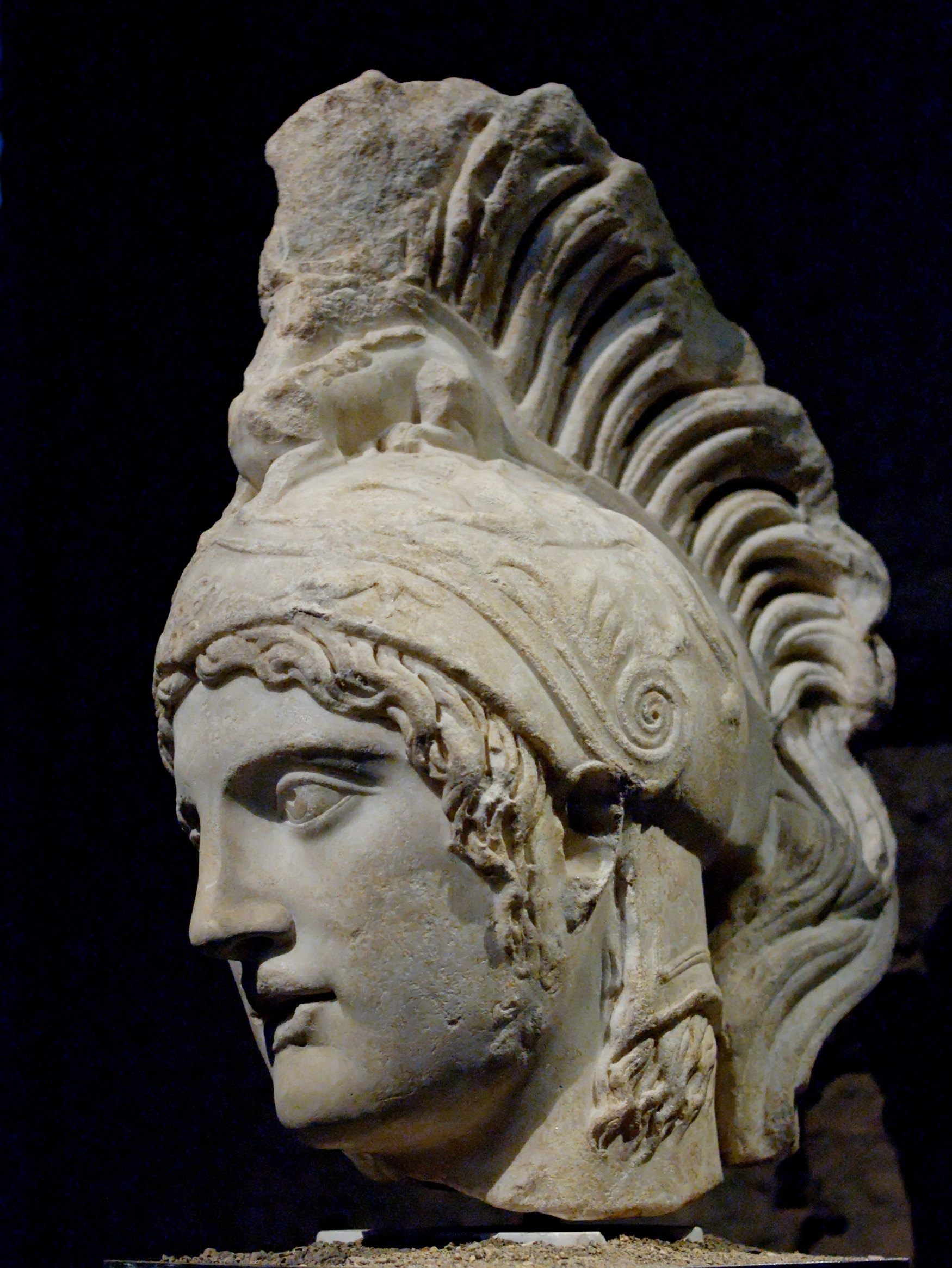
Alkamenész Arész-szobrának töredéke, római másolat (Róma, Kapitóliumi Múzeum)

Alkamenész (i. e. 5. század) görög szobrász.
Limnosz szigetéről származott, Athénban alkotott i. e. 440 és 400 között. Pheidiasz mellett a klasszikus kor másik legjelentősebb szobrásza volt. Pheidász volt a mestere, és annak száműzetése után ő lett Athén egyik kiemelkedő szobrásza, a nála kissé idősebb Paióniosz mellett. Elkészítette Dionüszosz arany–elefántcsont szobrát, az Arész- és a Héphaisztosz-templom kultuszszobrait, és számos atlétaszobrot is készített. Szobrai bronzból, márványból, aranyból és elefántcsontból készültek. Az Akropolisz Múzeumban őrzik töredékes Prokné és Itüsz szoborcsoportját. Az Akropoliszon állt Hermész Propülaion és Hekaté szobra, a város falain kívül pedig a Kerti Aphrodité. Római-kori másolat az Arész Borghese, amely szintén Athénban állt. Ókori források több más szobráról is írnak.
Pauszaniasz szerint az olümpiai Zeusz-templom faragványainak elkészítése is Paióniosz és Alkamenész munkája, azonban Paióniosz ekkor még nagyon fiatal, Alkamenész egyenesen gyermek volt.